# László Répási
László Répási (ur. 23 marca 1966 w Budapeszcie) – węgierski piłkarz występujący na pozycji napastnika, reprezentant kraju.

## Życiorys
Jego pierwszym seniorskim klubem był Ferencváros. W jego barwach zadebiutował w NB I, co miało miejsce 24 marca 1984 roku w zremisowanym 1:1 spotkaniu z Tatabányai Bányász SC. Z uwagi na fakt, iż Répási nie był podstawowym zawodnikiem klubu, to w sezonie 1985/1986 grał na wypożyczeniu w Ganz-MÁVAG. Z kolei w sezonie 1988/1989 odbywał służbę wojskową, będąc wówczas piłkarzem Honvédu Osztapenko. Po zakończeniu służby wojskowej został zawodnikiem Váci Izzó. 15 kwietnia 1993 roku wystąpił w swoim jedynym meczu w reprezentacji – przegranym 0:2 towarzyskim spotkaniu ze Szwecją. W sezonie 1992/1993 został królem strzelców ligi, a rok później zdobył z klubem mistrzostwo kraju. Po zakończeniu sezonu przeszedł do Csepel SC, a od lutego do czerwca 1995 roku był wypożyczony do MTK FC. Następnie grał w SC Espinho, a w 1996 roku wrócił na Węgry, grając odpowiednio w Vác FC i Paksi ASE. Na początku 1997 roku przeszedł do amatorskiego austriackiego klubu ASK Ybbs, a latem tegoż roku został zawodnikiem malezyjskiego Perak FA. Zdobył wówczas tytuł króla strzelców ligi. Rok później wraz z klubem zdobył Puchar Malezji. W 1999 roku grał krótko w Csákvár FC i TPV Tampere. W Veikkausliidze rozegrał jednak zaledwie dwa spotkania w maju. Następnie występował w SC Weissenbach, gdzie zakończył karierę w 2008 roku.
Ogółem w NB I zdobył 44 gole.

## Statystyki ligowe
| Sezon         | Klub                 | Liga                     | Mecze | Gole |
| ------------- | -------------------- | ------------------------ | ----- | ---- |
| 1983/1984     | Ferencvárosi TC      | NB I                     | 6     | 0    |
| 1984/1985     | Ferencvárosi TC      | NB I                     | 9     | 0    |
| 1985/1986 (j) | Ferencvárosi TC      | NB I                     | 3     | 0    |
| 1985/1986     | Ganz-MÁVAG           | NB II                    | ?     | ?    |
| 1986/1987     | Ferencvárosi TC      | NB I                     | 1     | 0    |
| 1987/1988     | Ferencvárosi TC      | NB I                     | 1     | 0    |
| 1988/1989     | Honvéd Osztapenko SE | NB III                   | ?     | ?    |
| 1989/1990     | Váci Izzó MTE        | NB I                     | 28    | 9    |
| 1990/1991     | Váci Izzó MTE        | NB I                     | 27    | 8    |
| 1991/1992     | Vác FC-Samsung       | NB I                     | 16    | 2    |
| 1992/1993     | Vác FC-Samsung       | NB I                     | 25    | 16   |
| 1993/1994     | Vác FC-Samsung       | NB I                     | 13    | 6    |
| 1994/1995 (j) | Csepel-Kordax        | NB I                     | 8     | 1    |
| 1994/1995 (w) | MTK                  | NB II                    | 10    | 5    |
| 1995/1996     | SC Espinho           | Segunda Divisão de Honra | 18    | 4    |
| 1996/1997 (j) | Vác FC               | NB I                     | 8     | 1    |
| 1996/1997 (j) | Paksi ASE            | NB II                    | 7     | 2    |
| 1997 (j)      | Perak FA             | Liga Perdana 1           | 14    | 19   |
| 1998          | Perak FA             | Liga Perdana 1           | ?     | ?    |
| 1999 (w)      | TPV Tampere          | Veikkausliiga            | 2     | 0    |